# Magazinul Victoria din București
Magazinul Victoria din București este un monument istoric aflat pe teritoriul municipiului București.
Magazinul a rezultat din transformarea unei părți din Palatul Librăriei și Institutului de Arte Grafice Socec & Co., construit în 1880. După 1931, magazinul s-a extins în toată clădirea. A fost reamenajat de arhitectul Herman Clejan în stil Art Deco, după modelul magazinelor pariziene, cu spații mari de expunere. A fost primul mare magazin din Românie și și-a păstrat funcționalitatea de-a lungul epocii comuniste.